# Hyundai Staria
 (juillet 2022).
Le contenu est difficilement compréhensible vu les erreurs de traduction, qui sont peut-être dues à l'utilisation d'un logiciel de traduction automatique.
Le Hyundai Staria est un monospace du constructeur automobile sud-coréen Hyundai commercialisé à partir du 13 avril 2021 et succède au Hyundai Satellite. L'origine du nom de la voiture est un mot composé de STAR et RIA[Quoi ?].

## Présentation
Le 11 mars 2021, l'image teaser a été publiée, et les images intérieures et extérieures ont été publiées le 18 mars. Après cela, il a été officiellement mis en vente le 13 avril 2021 via la vidéo Staria Digital World Premiere. Le Staria reflète la conception à l'envers et il a un extérieur incurvé qui rappelle un vaisseau spatial, un espace intérieur spacieux et un sentiment d'ouverture[non neutre].
Contrairement au modèle précédent, le Hyundai Satellite, il a été remplacé par une plate-forme à traction avant, et le un véhicule à pile à combustible à hydrogène et un hybride devraient être ajoutés à l'avenir. Il n'est pas prévu de publier les spécifications électrique.
Le Staria est divisé en un modèle standard et un modèle haut de gamme.

## Caractéristiques techniques
Le Hyundai Staria est basé sur la plate-forme P3 de Hyundai, qui est utilisée notamment pour le Santa Fe.

### Modèle standard
Le modèle standard se compose de diverses finitions telles que Tourer (9 places ou 11 places) et Cargo (3 places ou 5 places). La partie avant a été conçue avec un sentiment d'unité à travers les feux de position fins et longs et les feux de jour qui traversent le capot et le pare-chocs, la calandre de la même couleur que la carrosserie, les phares et les pare-chocs. La partie latérale a une ceinture de caisse abaissée et une fenêtre panoramique, qui est un type de fenêtre, y est appliqué pour augmenter l'ouverture et la visibilité à l'intérieur. La partie arrière mettait l'accent sur la sensation d'ouverture avec le design simple et lisse du feu arrière vertical et de la large vitre arrière. L'intérieur se compose d'un système d'infodivertissement de 10,25 pouces et d'un système de commande de commutation de climatisation intégré, et un groupe LCD couleur est placé sur le dessus du tableau de bord pour améliorer la convivialité du conducteur. De plus, divers espaces de rangement ont été appliqués au bas de la console, au haut sur le pavillon et au haut et au bas du carénage central.
Vous avez le choix entre six couleurs extérieures : blanc crème, gris graphite métallisé, bleu clair de lune nacré, jaune dynamique, noir abyssal nacré et argent scintillant métallisé. Les couleurs intérieures sont le noir monotone et le beige bicolore.

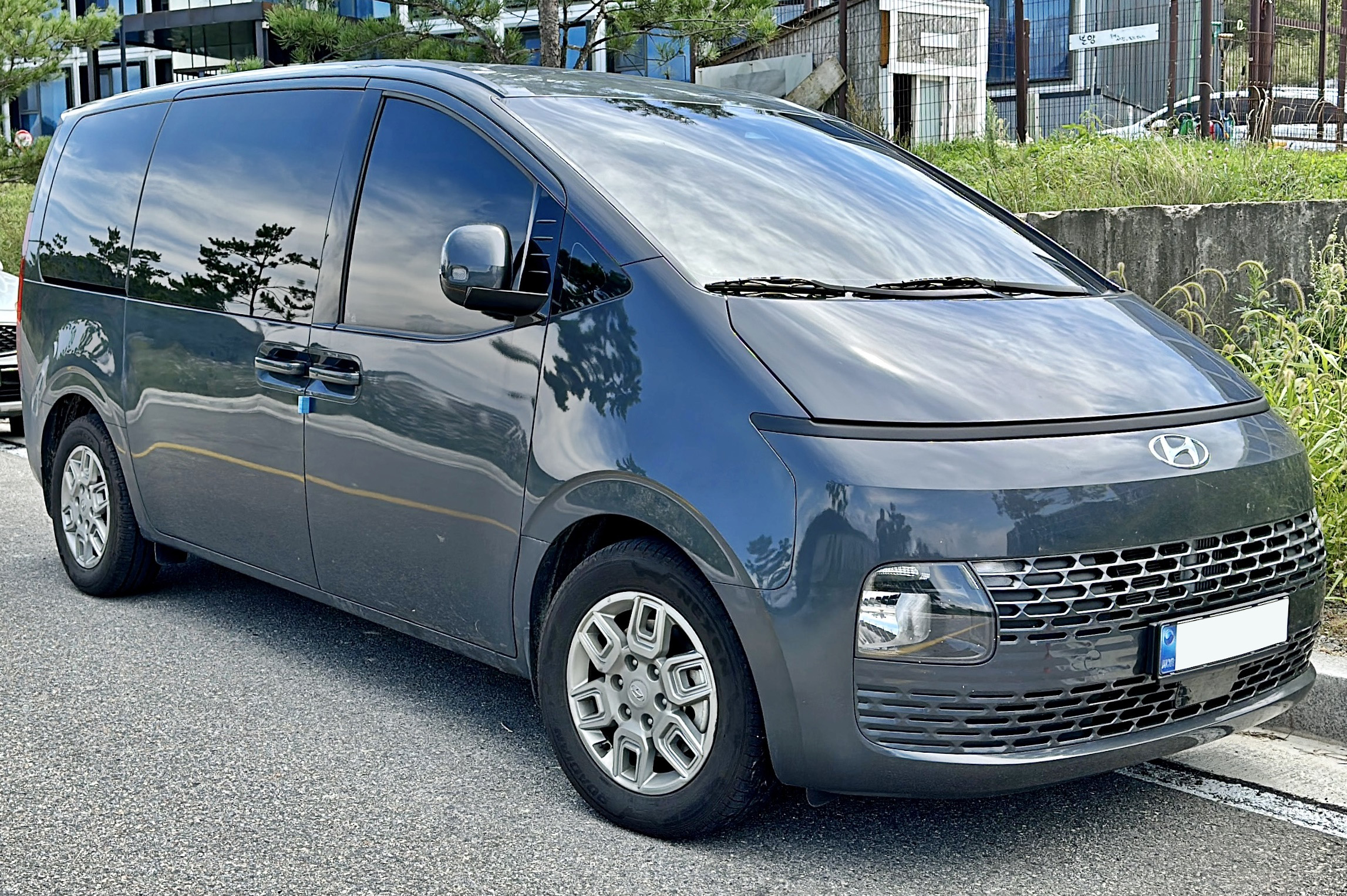
Vue de face, modèle standard
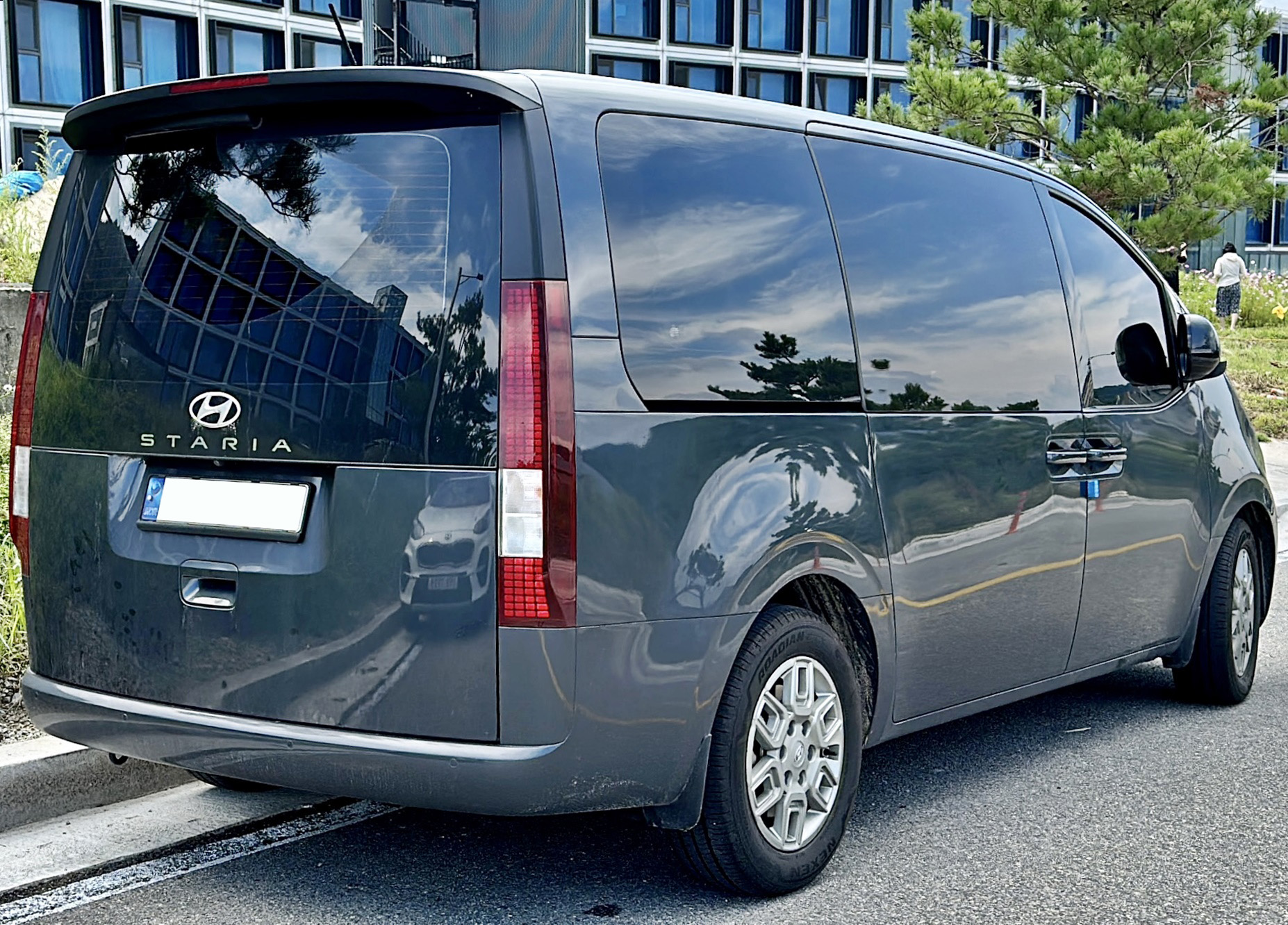
Vue arrière, modèle standard
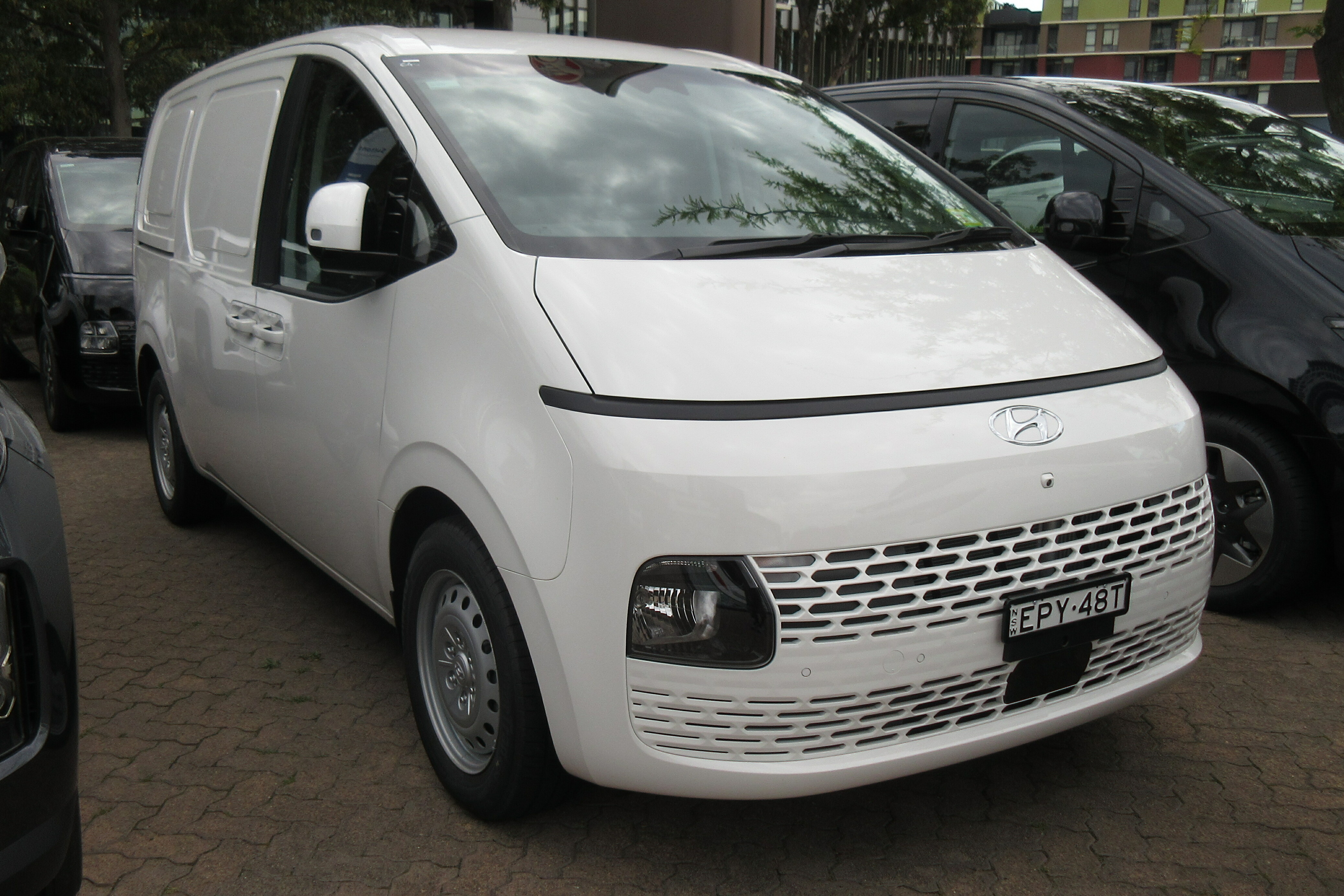
Vue de face, modèle cargo
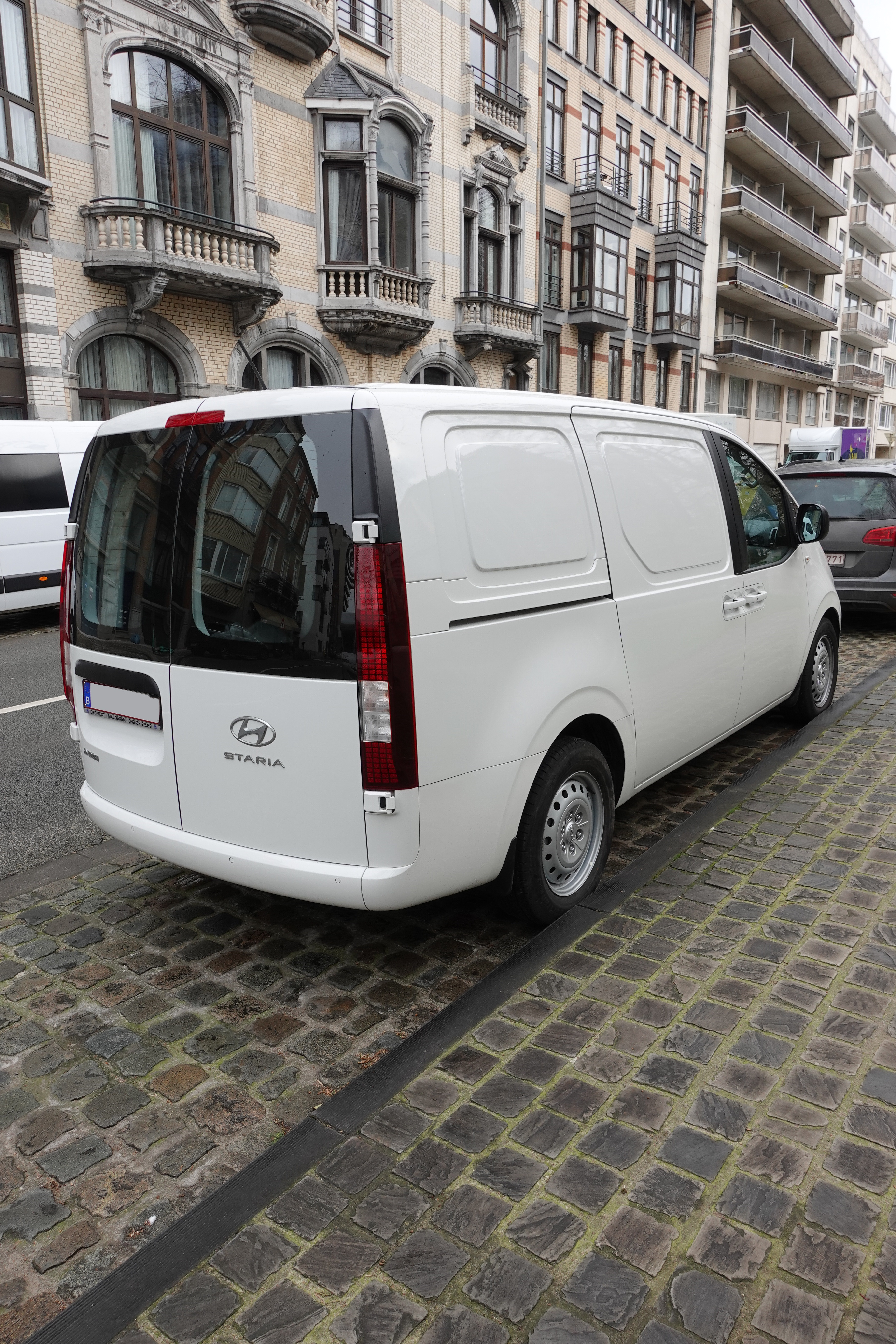
Vue arrière

### Modèle haut de gamme
Le modèle de luxe, le STARIA Lounge, est exploité avec 7 ou 9 sièges. La partie avant est réalisée avec une sensation de volume avec une calandre à motif de maille, 8 phares à LED de style glaçon et un clignotant. De plus, il mettait l'accent sur la sophistication et le luxe à travers des lignes chromées, des roues de 18 pouces à motifs de diamant, des garnitures sur les pare-chocs avant et arrière et les rétroviseurs latéraux. La partie arrière soulignait le sentiment de haute technologie en appliquant une lampe arrière combinée à LED avec une conception de pixels paramétrique et une garniture en forme de lampe sur le dessus de la lampe. À l'intérieur, il y a des spécifications de confort pour le Staria Lounge et des lampes d'ambiance de 64 couleurs sont appliquées. Dans le cas du modèle à 7 places, un siège de relaxation haut de gamme qui corrige l'équilibre de la colonne vertébrale a été appliqué, et dans le cas du modèle à 9 places, un siège pivotant pouvant pivoter à 180 degrés a été appliqué dans la deuxième rangée.

Vous avez le choix entre sept couleurs extérieures : blanc crème, gris graphite métallisé, bleu clair de lune nacré, noir abysse nacré, argent scintillant métallisé, gris olivine métallisé et brun Gaia nacré. Les couleurs intérieures comprennent le noir monotone, le bleu bicolore, le marron bicolore et le gris bicolore.

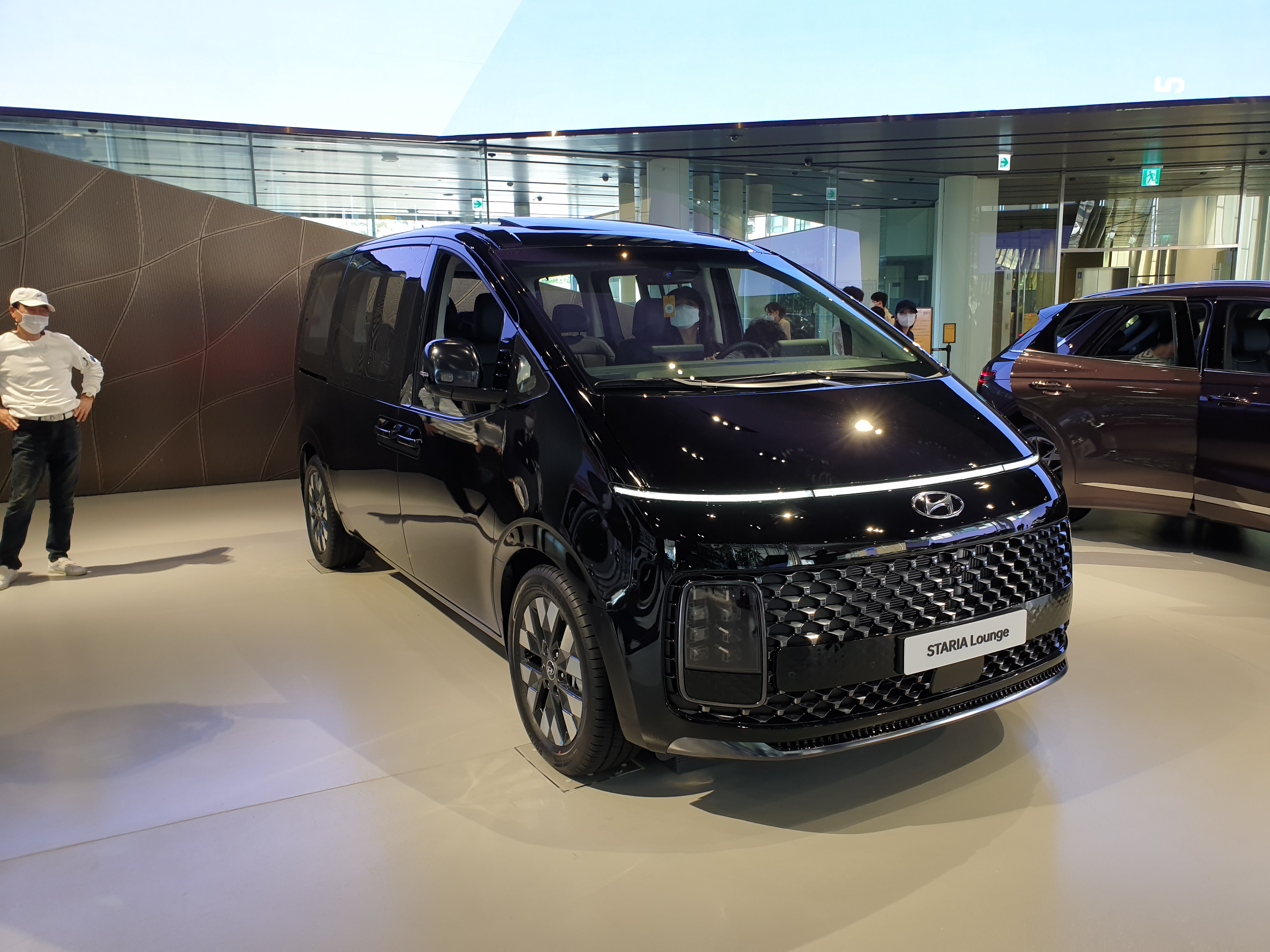
Vue de face, Modèle haut de gamme
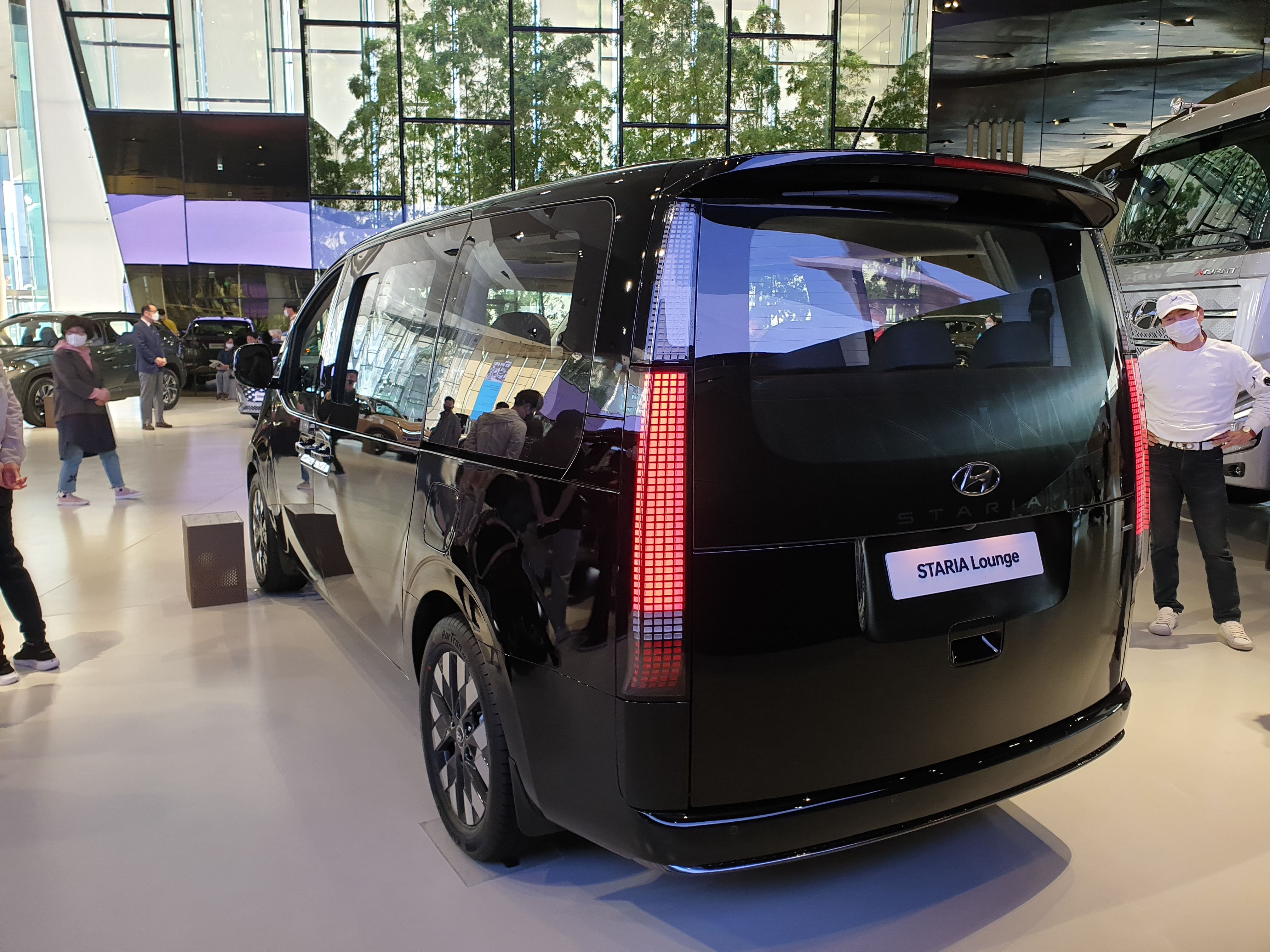
Vue de arrière, Modèle haut de gamme